# Thailandia ai Giochi olimpici
La Thailandia ha partecipato per la prima volta ai Giochi olimpici nel 1952, e da allora ha partecipato a tutte le edizioni estive dei Giochi con l'eccezione di Mosca 1980.
Ha anche preso parte a tutti i Giochi invernali a partire da Salt Lake City 2002, con l'eccezione di Vancouver 2010.
I suoi atleti hanno vinto 35 medaglie, tutte nelle edizioni estive, quindici delle quali nel pugilato e quattordici nel sollevamento pesi. Il Comitato Olimpico Nazionale della Thailandia, fondato nel 1948, è stato riconosciuto dal CIO nel 1950.

## Medagliere storico
| Giochi                 | Oro              | Argento          | Bronzo           | Totale           |
| ---------------------- | ---------------- | ---------------- | ---------------- | ---------------- |
| 1952 Helsinki          | 0                | 0                | 0                | 0                |
| 1956 Melbourne         | 0                | 0                | 0                | 0                |
| 1960 Roma              | 0                | 0                | 0                | 0                |
| 1964 Tokyo             | 0                | 0                | 0                | 0                |
| 1968 Città del Messico | 0                | 0                | 0                | 0                |
| 1972 Monaco            | 0                | 0                | 0                | 0                |
| 1976 Montreal          | 0                | 0                | 1                | 1                |
| 1980 Mosca             | non partecipante | non partecipante | non partecipante | non partecipante |
| 1984 Los Angeles       | 0                | 1                | 0                | 1                |
| 1988 Seul              | 0                | 0                | 1                | 1                |
| 1992 Barcellona        | 0                | 0                | 1                | 1                |
| 1996 Atlanta           | 1                | 0                | 1                | 2                |
| 2000 Sydney            | 1                | 0                | 2                | 3                |
| 2004 Atene             | 3                | 1                | 4                | 8                |
| 2008 Pechino           | 2                | 2                | 2                | 6                |
| 2012 Londra            | 0                | 2                | 2                | 4                |
| 2016 Rio de Janeiro    | 2                | 2                | 2                | 6                |
| 2020 Tokyo             | 1                | 0                | 1                | 2                |
| 2024 Parigi            | 1                | 3                | 2                | 6                |
| Totale                 | 11               | 11               | 19               | 41               |

### Medaglie alle Olimpiadi invernali
| Giochi              | Oro              | Argento          | Bronzo           | Totale           |
| ------------------- | ---------------- | ---------------- | ---------------- | ---------------- |
| 2002 Salt Lake City | 0                | 0                | 0                | 0                |
| 2006 Torino         | 0                | 0                | 0                | 0                |
| 2010 Vancouver      | non partecipante | non partecipante | non partecipante | non partecipante |
| 2014 Sochi          | 0                | 0                | 0                | 0                |
| 2018 PyeongChang    | 0                | 0                | 0                | 0                |
| 2022 Pechino        | 0                | 0                | 0                | 0                |
| Totale              | 0                | 0                | 0                | 0                |

## Medagliere per sport
| Giochi            | Oro | Argento | Bronzo | Totale |
| ----------------- | --- | ------- | ------ | ------ |
| Sollevamento pesi | 5   | 4       | 8      | 17     |
| Pugilato          | 4   | 4       | 8      | 16     |
| Taekwondo         | 2   | 2       | 3      | 7      |
| Badminton         | 0   | 1       | 0      | 1      |
| Totale            | 11  | 11      | 19     | 41     |